# Phalotris illustrator
Phalotris illustrator — вид отруйних змій родини полозових (Colubridae). Ендемік Аргентини.

## Поширення і екологія
Phalotris illustrator мешкають на півночі провінцій Тукуман і Сальта. Вони живуть у вологих тропічних лісах Південноандійської юнги та в перехідній зоні між Юнгою та сухими тропічними лісами Гран-Чако.